# ヨーロッパアオゲラ
ヨーロッパアオゲラ（学名：Picus viridis、英名：Eurasian Green Woodpecker、Yaffle）は、キツツキ目キツツキ科に分類される鳥類の一種。

## 画像

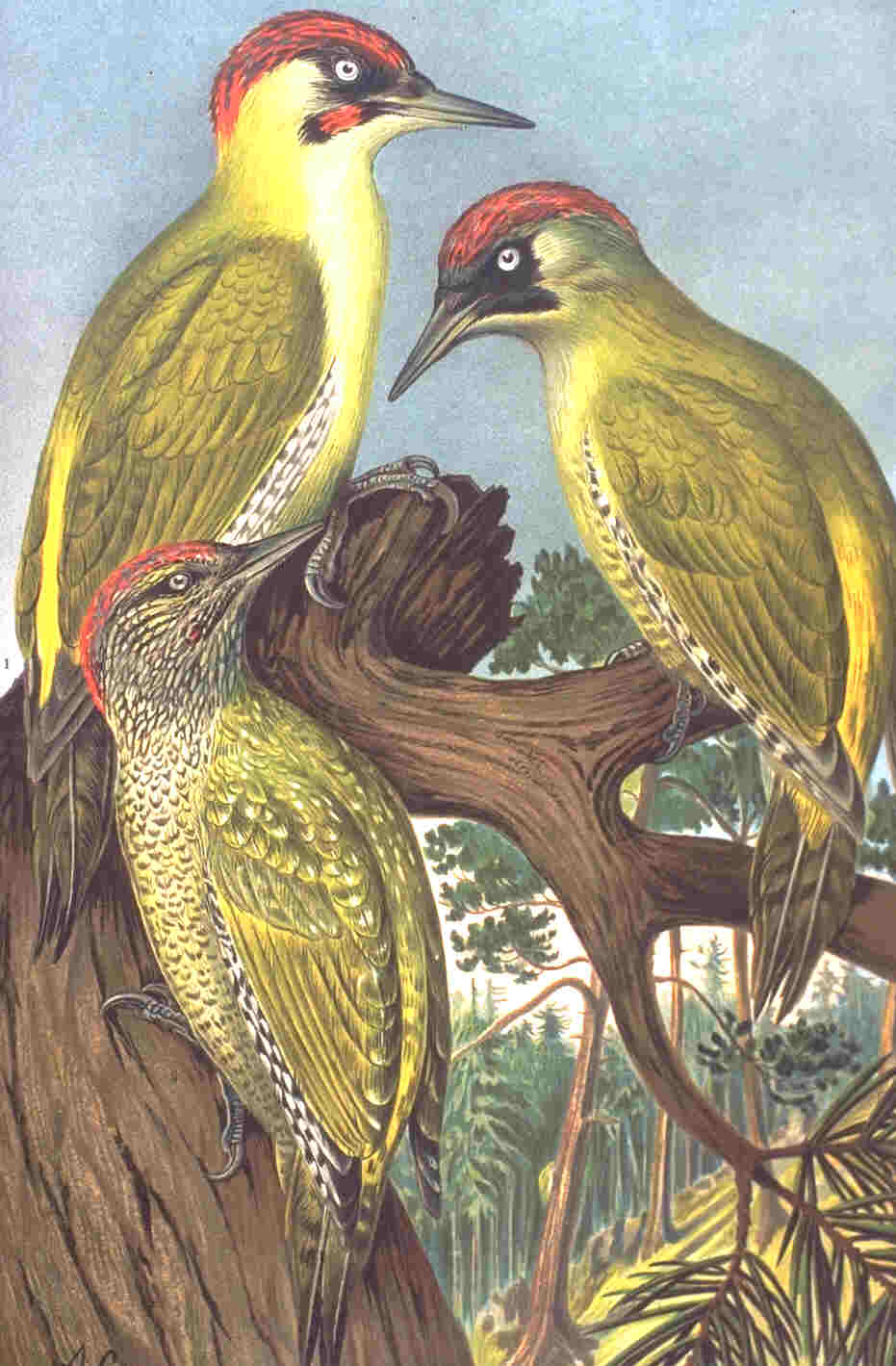
ヨーロッパアオゲラ
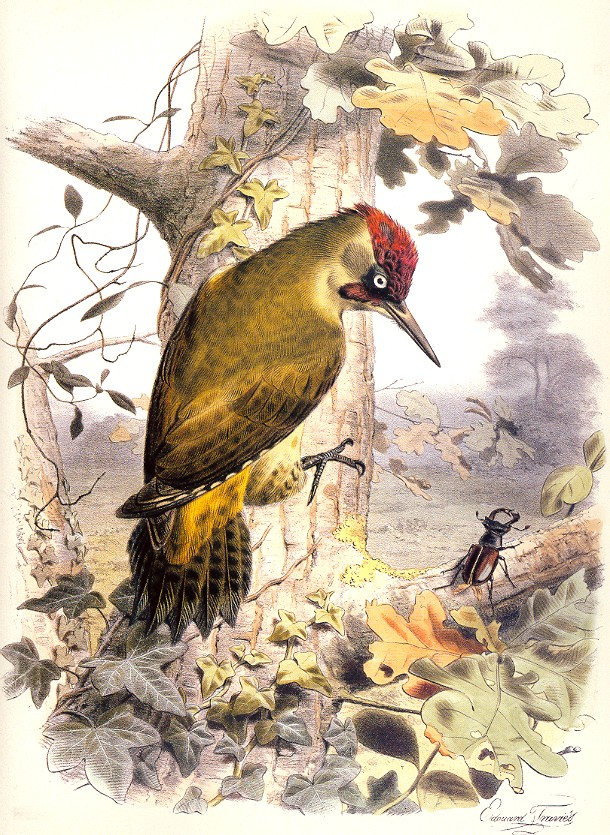
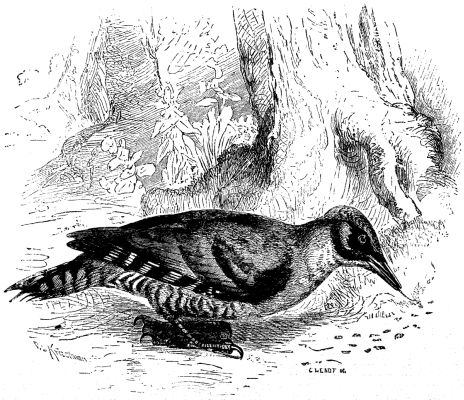
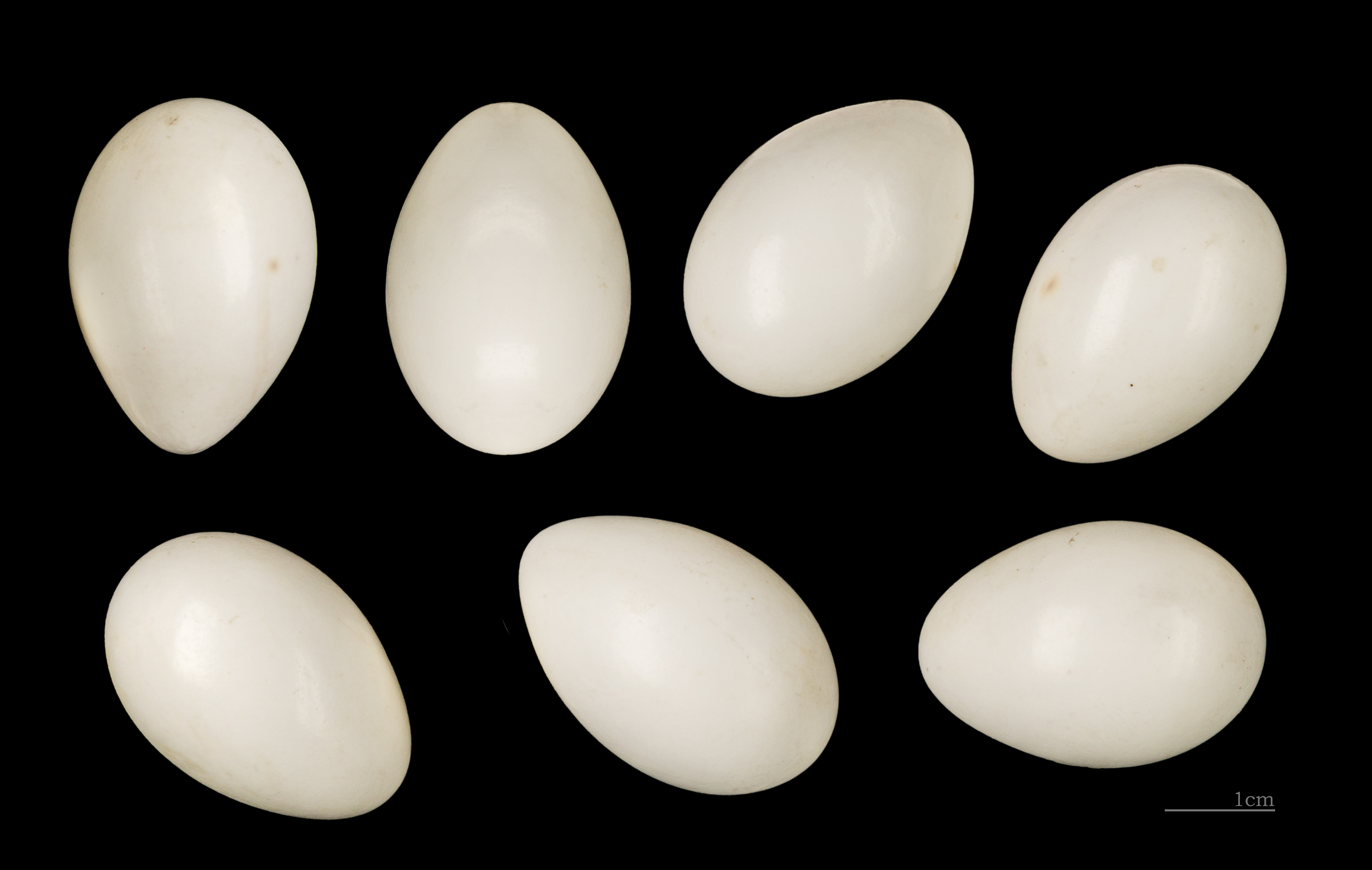